# 애쉬비
애쉬비(Ash-B, 본명: 추윤정, 1993년 2월 5일 ~ )는 대한민국의 래퍼이다. 언프리티 랩스타 2와 쇼미더머니5에 출연하였으나 탈락하였으며, 언프리티 랩스타 3의 중간투입 래퍼로 출연하였다. 2021년 8월 15일, 하이라이트 레코즈에 합류하였다.

## 음반
《Who Here》 (2014년)
1.By my side. 2.0773 (19금). 3.Dangerous

### 믹스테잎
불한당가 / 누구야 / 골로가 / What's real (캐스퍼 디스곡) / 걱정마 / 충만해 / My life is good / SNS rapper / 매일 / Pretent / 지금 / should know
테이큼과 애쉬비의 Ninja's
슈퍼배드와 애쉬비의 W.Y.T.B (애쉬비 리믹스)
슬릭 오도마의 do it 피쳐링
언프리티랩스타 1번째곡 (Don't stop).
언프리티랩스타3 세미파이널 '그녀'
언프리티랩스타3 세미파이널 'knock'

## 방송
- 2015년 Mnet 언프리티 랩스타 2
- 2016년 Mnet 쇼미더머니 5
- 2016년 Mnet 언프리티랩스타 3